# Nectoteuthis pourtalesi
Nectoteuthis pourtalesi A. E. Verrill, 1883 è l'unica specie del genere monospecifico Nectoteuthis di molluschi cefalopodi della famiglia Sepiolidae.

## Descrizione
Si tratta di una seppia Heteroteuthinae, ossia con uno scudo ventrale colorato e i lati argentei e con la caratteristica di avere le braccia I-III unite da una membrana. Il mantello è separato dalla testa, con pinne a forma di lobo e si distingue per avere un incavo sulla parte ventrale.

## Distribuzione e habitat
La N. pourtalesi è una specie tipica delle isole Barbados. È diffusa nell'Atlantico occidentale, la Florida e le Antille.

## Galleria d'immagini

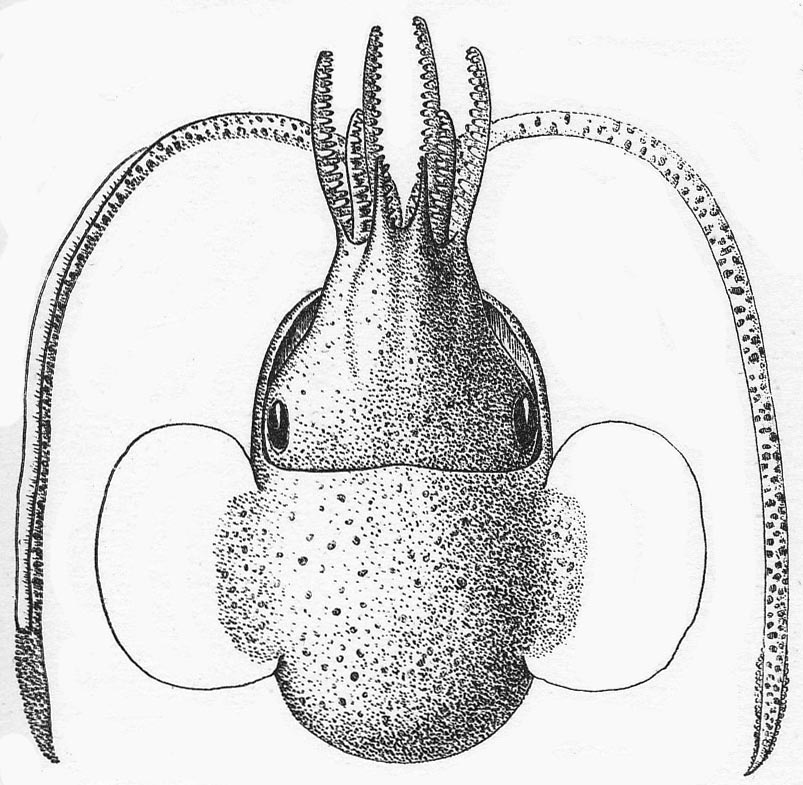
Vista dorsale
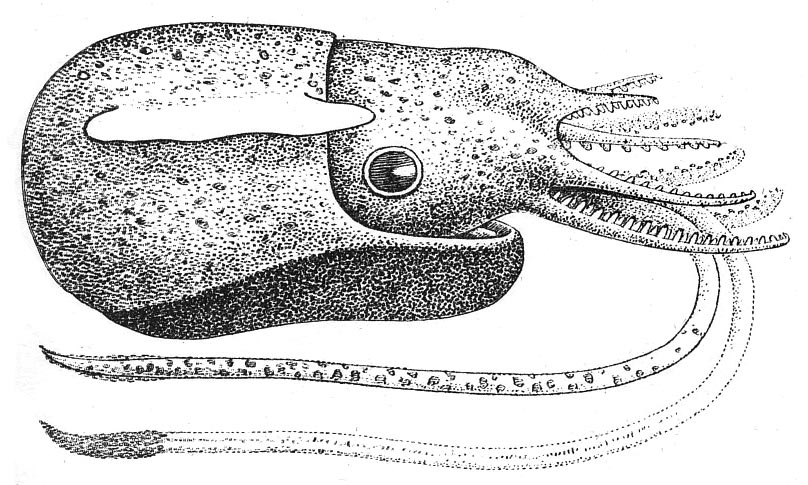
vista laterale
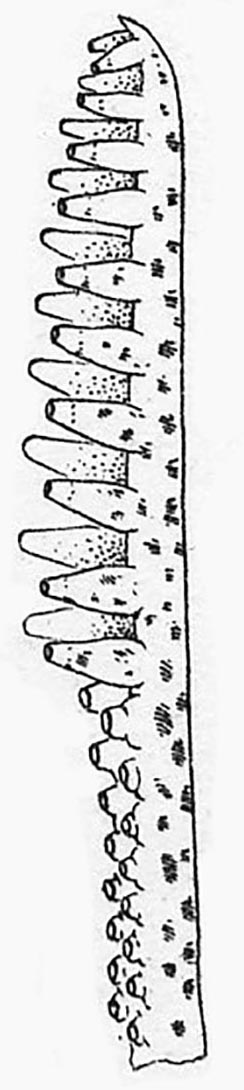
tentacolo